# Фенікс (футбольний клуб, Харків)
Футбольний клуб «Фенікс» або просто «Фенікс» — український футбольний клуб з міста Харків. Заснований 1911 року на базі Першої Харківської футбольної команди. До розформування грав у місцевих харківських змаганнях.

## Досягнення
- Чемпіонат Харкова
  -  Чемпіон (4): 1911, 1912, 1915, 1916